# Senyoria d'Hostoles
La Senyoria d'Hostoles va ser un territori al voltant d'Hostoles (la Garrotxa).
Va ser concedida, en un primer moment, a un cavaller d'una important família comtal de la Gòtia. El primer senyor d'Hostoles conegut és Miró (†1034), que tingué dos fills: Enees i Ramon (†1060). El primer heretà la senyoria però no se'n coneixen els descendents. El segon, en canvi, anà a la cort reial de Barcelona i comença a guanyar importància. Tingué tres fills: Guillem I d'Hostoles (†1120/22), senescal de Barcelona, Albert i Bernat. Guillem I deixaria la senescalia al seu fill gran Guillem Ramon el Gran Senescal i repartiria les altres possessions entre els altres fills Ferrana, Lambarda i Ot.
Després es perd al pista de la senyoria però se sap que, tres segles més tard, fou concedida per Joan el Gran a Francesc de Verntallat com a pagament per la seva defensa del bàndol reialista en la Guerra Civil Catalana.
Amb la concessió el rei va voler acontentar el seu aliat en la guerra el qual esperava de fet que després de la guerra com a recompensa pels seus esforços el rei abolís els mals usos, cosa que no va fer.

## Llista de Senyors d'Hostoles
...
- Miró d'Hostoles (?-1034)
- Enees d'Hostoles (1034-?) fill de l'anterior

...
- Guillem Galceran de Cartellà (1320-1325)

...
- Francesc de Verntallat (1472-1499)

...